# Bronisław Porębski
Bronisław Porębski (ur. 8 maja 1941 w Szczyrku, zm. 2 kwietnia 2017 w Czernichowie) – polski trener i sędzia narciarski.

## Życiorys
W młodości uprawiał skoki narciarskie. Był działaczem BBTS Bielsko-Biała, a następnie LKS Klimczok Bystra, którego był również wiceprezesem i gdzie trenował między innymi Łukasza Kruczka. Następnie pracował jako trener w Jastrzębiu Szczyrk i LZS Sokół Szczyrk. Do jego wychowanków należał również między innymi Krzysztof Biegun. Bronisław Porębski był także sędzią narciarskim.
Pochowany 8 kwietnia 2017 w Szczyrku.